# Ewolucja społeczna
Ewolucja społeczna (zmiany społeczne) – trwałe przemiany, polegające na przekształceniu się zjawiska społecznego w inny odmienny stan społeczny. Zjawisko ewolucji społecznej, określamy jako powstanie i rozwój nowych znaczeń i wartości stanowiących wzór, czy model zachowań istotnych dla społeczeństwa. Zmiany tego rodzaju można sklasyfikować w 3 grupach:
1. Zmiany rozwojowe: zmiany niepowtarzalne, zachodzące w czasie historycznym.
2. Zmiany strukturalne: zachodzące w wewnętrznej budowie danego zjawiska społecznego.
3. Zmiany kierunkowe: stanowiące przejście z danego stanowiska społecznego do odmiennego stanu, niż stan przed zmianą.

Pojęcie ewolucji społecznej określa zanik lub powstawanie nowego zjawiska społecznego (np. rozpad plemion, a powstawanie narodu) lub przekształcenie danego zjawiska społecznego w jego podstawowych i zasadniczych elementach.
Ewolucja oznacza każdy rodzaj wzrostu. Zmiana taka może być pozytywna lub negatywna. Społeczeństwa ulegają przemianom w toku rozwoju historycznego i zmiany te nie mają charakteru przypadkowego, ale mają charakter linearny, kierunkowy, zdeterminowany i przechodzą od fazy pierwotnej do docelowej.
Cała ewolucja toczy się według naturalnego prawa następujących po sobie trzech stadiów:
1. pierwotnego,
2. przejściowego,
3. pozytywnego.

Społeczeństwo rozwija się według pewnych prawidłowości, tj. przechodzenia od stanu jednorodności, niespójności - do stanu zróżnicowania specjalizacji, spójności i integracji. Społeczeństwa w toku rozwoju historycznego przechodzą przez fazy od wspólnot rodowo-plemiennych przez okres niewolnictwa, feudalizmu, kapitalizmu do społeczeństwa socjalistycznego i komunistycznego - według doktryny marksistowskiej.